# Дананг (футбольний клуб)
Футбольний клуб «Дананг» (в'єт. Câu lạc bộ bóng đá SHB Đà Nẵng) — професійний в'єтнамський футбольний клуб з міста Дананг, який виступає у В.Лізі 1, найвищому дивізіоні в'єтнамського футболу.

## Історія
Клуб уперше виграв чемпіонат В'єтнаму в 1992 році під назвою «Куангнам Дананг». У сезоні 2007—2008 клуб придбав Сайгон-Ханойський комерційний акціонерний банк (SHB), і назва клубу була змінена на «SHB Дананг». У 2009 році клуб знову став чемпіоном країни, вигравши В.Лігу 1, та здобув право виступити у кваліфікації Ліги чемпіонів АФК 2010 року. У тому ж році клуб також став володарем Кубка В'єтнаму. У 2012 році «Дананг» знову став чемпіоном В'єтнаму.
У сезоні 2023 року «Дананг» виступив невдало, та після 22 років виступів у найвищому дивізіоні вибув до В.Ліги 2, проте за підсумками сезону 2023—2024 років клуб повернувся до найвищого дивізіону.

## Стадіон
Клуб «Дананг» проводить свої домашні матчі на стадіоні «Хоа Суан» місткістю 20 500 місць, який було відкрито у 2016 році.

## Досягнення
- Чемпіон В'єтнаму (3): 1992, 2009, 2012
- Володар Кубка В'єтнаму (2): 1993, 2009
- Володар Суперкубка В'єтнаму (1): 2012